# Ibn al-Hàytham
Abu-Alí al-Hàssan ibn al-Hàssan (o Hussayn) ibn al-Hàytham al-Basrí al-Misrí (àrab: أبو علي الحسن بن الحسن بن الهيثم البصري المصري, Abū ʿAlī al-Ḥasan b. al-Ḥasan b. al-Hayṯam al-Baṣrī al-Miṣrī), més conegut simplement com a Ibn al-Hàytham o, a Occident, com a Alhazen (Bàssora, actual Iraq, ~965 - el Caire, actual Egipte, 1040) va ser un matemàtic, físic i astrònom àrab xiïta de l'edat d'or de l'islam que va fer importants contribucions als principis de l'òptica i a la concepció del mètode científic. Es considera el pare de l'òptica pels seus treballs i experiments amb lents, miralls, reflexió i refracció. Les obres d'Ibn al-Hàytham van ser citades amb freqüència durant la revolució científica per Isaac Newton, Johannes Kepler, Christiaan Huygens i Galileo Galilei.
La seva obra més influent és Kitāb al-Manāẓir (àrab: كتاب المناظر, 'Llibre d'òptica'), escrit entre 1011 i 1021, i que ha perviscut en una traducció en llatí.

## Vida
Malgrat que es conserva una breu autobiografia seva, no és de gaire ajuda per a conèixer la seva vida, ja que es tracta d'una autobiografia intel·lectual. Per aquesta autobiografia, i per altres fonts, sabem que de jove va exercir algun càrrec polític a Bàssora, sota el govern dels búyides.
Segons explica al-Qiftí, historiador del segle xiii, al-Hàkim, califa fatimita d'Egipte, va tenir notícia de la seva saviesa i el va cridar a Egipte perquè portés a terme el projecte de regular les aigües del Nil. Però en veure que no podia dur a terme aquest projecte, el califa li va assignar tasques administratives i al-Hàytham, tement les represàlies reials, es va fer passar per boig. Quan va morir al-Hàkim (1020), va reprendre el seu treball de recerca i de còpia de manuscrits.

## Obra
Ibn al-Hàytham és considerat un dels fundadors del mètode científic. Entenia que els coneixements venien de la investigació dels fets, amb recopilació de dades per observació i mesurament, formulació posterior d'hipòtesis, que s'havien de verificar amb una tornada a la investigació dels fets. Es creu que els seus escrits van ser la base per al desenvolupament del mètode científic per Roger Bacon (1220-1292), Francis Bacon (1561-1626), Galileo Galilei (1564-1642) i René Descartes (1596-1650).
Ibn al-Hàytham és considerat com un dels físics més importants de l'edat mitjana. Els seus treballs fonamentals es van referir a l'òptica geomètrica, camp en què al contrari que Claudi Ptolemeu, defensava la hipòtesi que la llum procedia del sol i que els objectes que no posseeixen llum pròpia l'únic que feien és reflectir-la gràcies a la qual cosa és possible veure'ls.

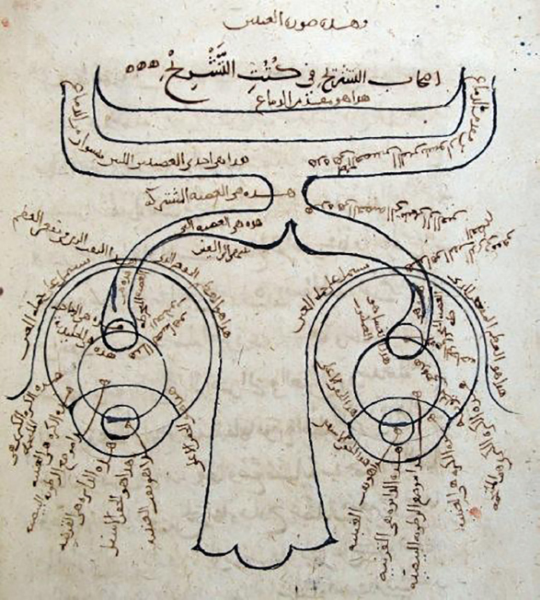
Estructura dels ulls humans segons Ibn al-Haytam, extreta d'una còpia del seu Kitab al Manazir.

Va escriure el primer tractat ampli sobre òptica i lents, el Kitab al Manazir (traduït al llatí com De aspectibus), on descriu la imatge formada a la retina humana a causa del cristal·lí. Va portar a terme també diversos estudis referits a la reflexió i la refracció de la llum, a l'origen de l'arc de Sant Martí i a l'ús de les lents (construint l'anomenada cambra fosca). Així mateix, va defensar la idea de la finitud del gruix de l'atmosfera terrestre.
Ibn al-Hàytham va ser també un avançat en l'ús de les matemàtiques per descriure i provar els fets estudiats. Va descobrir la fórmula de la suma de la quarta potència, utilitzant un mètode que es podia utilitzar generalment per determinar la suma de qualsevol potència integral. Va utilitzar això per trobar el volum d'un paraboloide. Va poder trobar la fórmula integral per a qualsevol polinomi sense haver desenvolupat una fórmula general.
Una descoberta recent d'escrits seus fa pensar que també va ser el primer a plantejar acuradament els moviments orbitals del sistema solar.

## Llegat

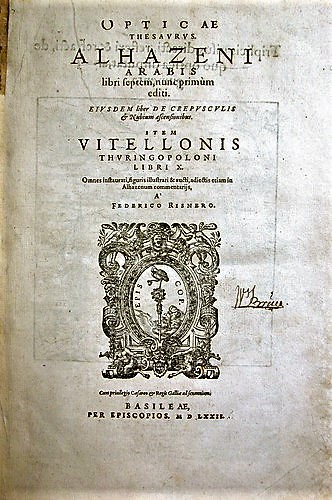
Portada de la traducció llatina de Kitāb al-Manāẓir

Alhazen va fer contribucions importants a l'òptica, la teoria dels nombres, la geometria, l'astronomia i la filosofia natural. El treball d'Alhazen sobre òptica s'atribueix a aportar un nou èmfasi en l'experimentació.
La seva obra principal, Llibre d'òptica, va ser coneguda al Món islàmic principalment, però no exclusivament, a través del comentari del segle xiii de Kamal al-Din al-Farisí, el Tanqīḥ al-Manāẓir li-dhawī l. -abṣār wa l-baṣā'ir. A Al-Àndalus, va ser utilitzat pel príncep del segle XI de la dinastia Banu Hud de Saragossa i autor d'un important text matemàtic, Yússuf ibn Àhmad al-Mútaman. Una traducció al llatí del Kitab al-Manazir es va fer probablement a finals del segle XII o principis del xiii. Aquesta traducció va ser llegida i va influir molt en diversos estudiosos de l'Europa cristiana, com ara: Roger Bacon, Robert Grosseteste, Witelo, Giovanni Battista della Porta, Leonardo da Vinci, Galileo Galilei, Christiaan Huygens, René Descartes, i Johannes Kepler . Mentrestant, al món islàmic, l'obra d'Alhazen va influir en els escrits d’Averroès sobre òptica, i el seu llegat es va avançar encara més gràcies a la reforma de la seva Òptica pel científic persa Kamal al-Din al-Farisí (mort cap al 1320) en el Kitab Tanqih al-Manazir d'aquest últim. Alhazen va escriure fins a 200 llibres, tot i que només se'n van conservar 55. Alguns dels seus tractats d'òptica només van sobreviure gràcies a la traducció al llatí. Durant l'Edat Mitjana, els seus llibres de cosmologia es van traduir al llatí, a l'hebreu i a altres llengües.
Encara que només un comentari sobre l'òptica d'Alhazen ha sobreviscut a l'Edat Mitjana Islàmica, Geoffrey Chaucer esmenta el treball a Els contes de Canterbury:
| « | "Parlaven d'Alhazen i Vitello, I Aristòtil, que van escriure, en les seves vides, Sobre miralls estranys i instruments òptics". | » |

El cràter d'impacte Alhazen a la Lluna rep el seu nom en el seu honor, igual que l'asteroide 59239 Alhazen. En honor a Alhazen, la Universitat Aga Khan (Pakistan) va batejar la seva càtedra d'Oftalmologia com El professor associat i cap d'Oftalmologia Ibn-e-Haitham. Alhazen, amb el nom d'Ibn al-Hàytham, apareix a l'anvers del bitllet iraquià de 10.000 dinars emès el 2003, i als bitllets de 10 dinars de 1982.
L’Any Internacional de la Llum 2015 va celebrar el 1000 aniversari dels treballs sobre òptica d'Ibn Al-Hàytham.

## Commemoracions

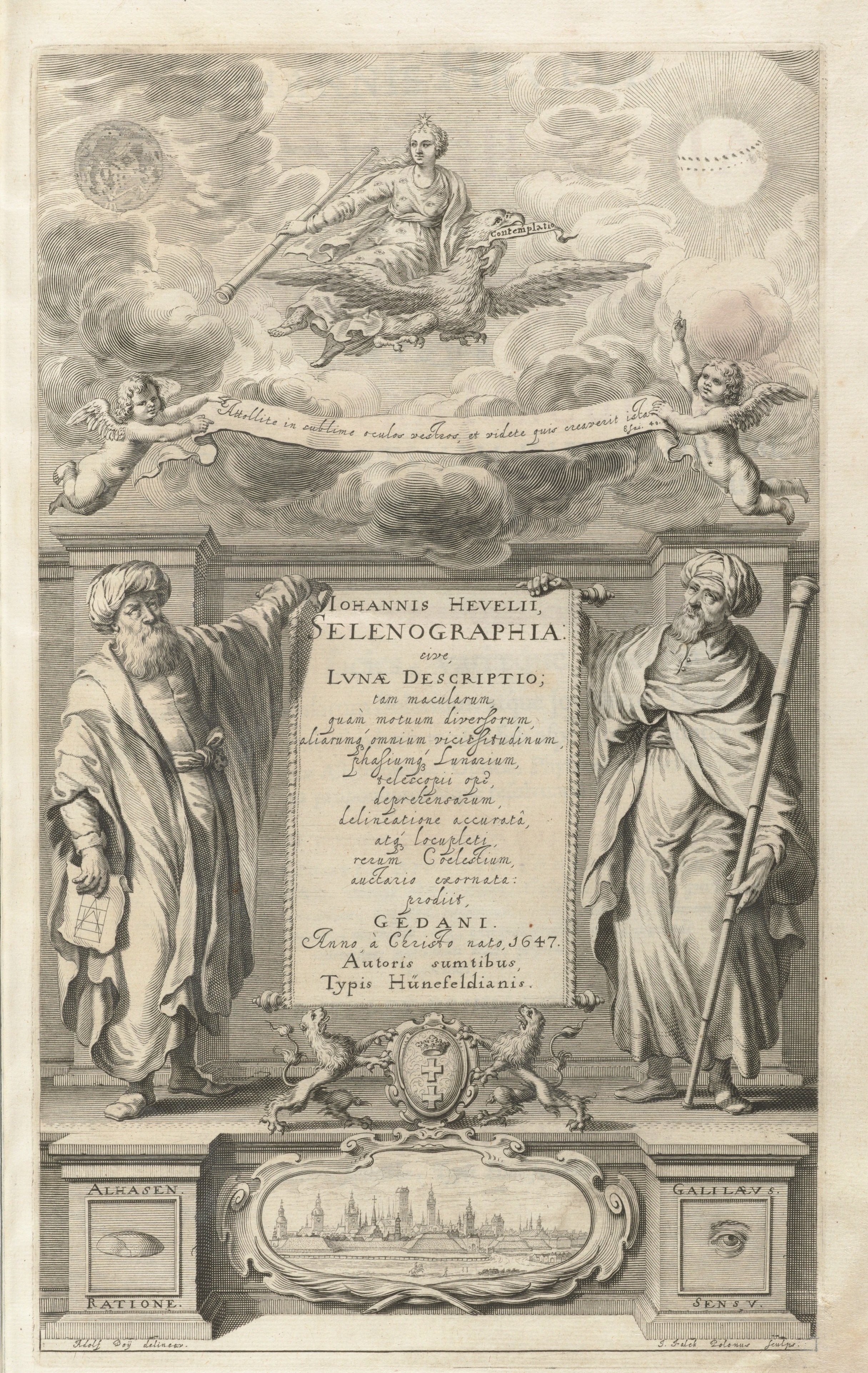
Selenographia d’Hevelius, que mostra Alhasen [ representa la raó, i Galileu representa els sentits

El 2014, l'episodi Hiding in the Light de cosmos: A Space-Time Odyssey, presentat per Neil deGrasse Tyson, es va centrar en els èxits d'Ibn al-Hàytham. Va rebre la veu d’Alfred Molina a l'episodi.
Més de quaranta anys abans, Jacob Bronowski va presentar l'obra d'Alhazen en un documental de televisió similar (i el llibre corresponent), The Ascent of Man. A l'episodi 5 (La música de les esferes), Bronowski va remarcar que, segons la seva opinió, Alhazen era l'única ment científica realment original que va produir la cultura àrab, la teoria de la qual de l'òptica no es va millorar fins a l'època de Newton i Leibniz.

HJJ Winter, un historiador britànic de la ciència, resumint la importància d'Ibn al-Hàytham en la història de la física, va escriure:
| « | Després de la mort d'Arquímedes no va aparèixer cap físic realment gran fins a Ibn al-Hàytham. Si, per tant, limitem el nostre interès només a la història de la física, hi ha un llarg període de més de mil dos-cents anys durant el qual l'edat d'or de Grècia va donar pas a l'era de l'escolàstica musulmana i a l'esperit experimental del físic més noble de L'antiguitat va tornar a viure a l'Erudit àrab de Bàssora. | » |

La UNESCO va declarar el 2015 Any Internacional de la Llum i la seva directora general, Irina Bokova, va batejar Ibn al-Hàytham com el pare de l'òptica. Entre d'altres, va ser per celebrar els èxits d'Ibn Al-Hàytham en òptica, matemàtiques i astronomia. Una campanya internacional, creada per l'organització 1001 Inventions, titulada 1001 Inventions and the World of Ibn Al-Hàytham, que inclou una sèrie d'exposicions interactives, tallers i espectacles en directe sobre el seu treball, en col·laboració amb centres científics, festivals científics, museus i institucions educatives., així com plataformes digitals i xarxes socials. La campanya també va produir i llançar el curtmetratge educatiu 1001 Inventions and the World of Ibn Al-Haytham.